# Saint-Pierre-des-Ormes
Saint-Pierre-des-Ormes is een gemeente in het Franse departement Sarthe (regio Pays de la Loire) en telt 226 inwoners (1999). De plaats maakt deel uit van het arrondissement Mamers.

## Geografie
De oppervlakte van Saint-Pierre-des-Ormes bedraagt 10,1 km², de bevolkingsdichtheid is 22,4 inwoners per km².
De onderstaande kaart toont de ligging van Saint-Pierre-des-Ormes met de belangrijkste infrastructuur en aangrenzende gemeenten.

## Demografie
Onderstaande figuur toont het verloop van het inwonertal (bron: INSEE-tellingen).